# Cecília de Grècia
Cecília de Grècia, gran duquessa de Hessen-Darmstadt (Atenes 1911 - accident aeri 1937). Princesa de Grècia, tercera filla del príncep Andreu de Grècia i de la princesa Alícia de Battenberg, neta del rei Jordi I de Grècia i de la princesa Victòria de Hessen-Darmstadt.
Estudià i passà part de la infància a casa de la seva àvia la marquesa de Milford-Haven a Anglaterra, ja que la família reial grega hagué d'abandonar el país que la jove princesa tenia només sis anys.
L'any 1930 es comprometé i es casà amb el príncep Jordi Donatus de Hessen-Darmstadt, descendent d'una de les millors famílies principesques de l'Imperi Alemany. Residiren a Darmstadt al palau del Wolfsgarten (jardí de llops) i tingueren tres fills: 
- Lluís de Hessen-Darmstadt, nascut a Darmstadt el 1931 i mort el 1937 en un accident aeri.
- Alexandre de Hessen-Darsmtadt, nascut a Darmstadt el 1933 i mort el 1937 en un accident aeri.
- Joana de Hessen-Darmstadt nascuda a Darmstadt el 1936 i morta el 1939.

L'any 1937 mentre la família dels Hessen volava de Darmstadt a Londres on se celebrava el casament del príncep Lluís de Hessen-Darmstadt amb la jove britànica Margarida Geddes, el seu avió s'estavellà prop d'Oostende i la princesa Cecília embarassada de vuit mesos del que hagués estat el seu quart fill, el seu marit i els seus dos fills grans van morir en l'accident. A l'accident també van morir la gran duquessa vídua Elionor i el baró Joaquim von Riedesel, escollit de Lluis per ser el seu testimoni, i la dama de honor Alice Hahn. La petita princesa Joana morí dos anys després d'una meningitis.

### Sobre ella i la seva família
- Knöß, Carsten. Notizen zur Ortsgeschichte: Zur Erinnerung - †16. November 1937 (en alemany). 30.  Geschichtsverein Egelsbach e.V., 2017.
- Mateos Sainz de Medrano, Ricardo. «Cecilia de Grecia, gran duquesa heredera de Hesse y del Rhin». A: La Familia de la Reina Sofía: La Dinastía griega, la Casa de Hannover y los reales primos de Europa (en castellà).  Madrid: La Esfera de los Libros, 2004, p. 299-302. ISBN 978-84-9734-195-0.

### Biografies sobre els seus parents
- Bertin, Celia. Marie Bonaparte (en francès).  París: Perrin, 1999. ISBN 2-262-01602-X.
- Delorme, Philippe. Philippe d'Édimbourg: Une vie au service de Sa Majesté (en francès).  París: Tallandier, 2017. ISBN 979-10-210-2035-1.
- Eade, Philip. Young Prince Philip: His Turbulent Early Life (en anglès).  HarperPress, 2012. ISBN 978-0-00-730539-1.
- Heald, Tim. The Duke: A Portrait of Prince Philip (en anglès).  Londres: Hodder and Stoughton, 1991. ISBN 0-340-54607-7.
- Knodt, Manfred. Ernst Ludwig, Großherzog von Hessen und bei Rhein: Sein Leben und seine Zeit (en alemany).  Darmstadt: Schlapp, 1978. ISBN 978-3-87704-006-5.
- Vickers, Hugo. Alice: Princess Andrew of Greece (en anglès).  Londres: Hamish Hamilton, 2000, p. 352. ISBN 978-0-241-13686-7.

### Altres llibres de famílies reials
- Beéche, Arturo E.; Miller, Ilana D. The Grand Ducal House of Hesse (en anglès).  Eurohistory, 2020. ISBN 978-1944207083.
- Duff, David. Hessian Tapestry: Hesse Family and British Royalty (en anglès).  David & Charles, 1979. ISBN 0715378384.
- Mitterrand, Frédéric. Mémoires d'exil (en francès).  Robert Laffont, 1999, p. 333. ISBN 978-2-221-09023-7.
- Petropoulos, Jonathan. Royals and the Reich: The Princes von Hessen in Nazi Germany (en anglès).  Oxford University Press, 2006, p. 524. ISBN 978-0-19-533927-7.
- Van der Kiste, John. Kings of the Hellenes: The Greek Kings, 1863-1974 (en anglès).  Sutton Publishing, 1994. ISBN 0-7509-2147-1.